# Compagnie de sauveteurs de Reims
 (février 2024).
Si vous disposez d'ouvrages ou d'articles de référence ou si vous connaissez des sites web de qualité traitant du thème abordé ici, merci de compléter l'article en donnant les références utiles à sa vérifiabilité et en les liant à la section « Notes et références ».
Fondée en 1872, la Compagnie de sauveteurs de Reims est toujours en activité de nos jours sous le nom de Protection civile de Reims. Elle fut l'une des premières associations de secourisme en France, et créa notamment, à  l'aide de son président Albert Magniez, en 1927 un mannequin en zinc permettant de former au sauvetage aquatique. Elle était également dotée, chose anecdotique pour une telle association, d'une section sportive très réputée et récompensée.

## Présentation
La Compagnie de sauveteurs de Reims (CSR) est membre de l'Association départementale de protection civile de la Marne (ADPC 51), elle-même affiliée à la Fédération nationale de protection civile (FNPC).
La Compagnie est une association loi de 1901, œuvrant principalement dans le domaine du secourisme ; elle a pour but :
- l'information du public sur le secourisme et la sécurité civile, au travers d'initiation aux premiers secours ;
- la formation aux gestes de premiers secours du grand public ;
- la formation aux gestes de premiers secours spécialisés et complémentaires ;
- l'assistance aux secours publics lors d'opérations de secours importantes ;
- les actions de soutien aux populations sinistrées ;
- l'encadrement des bénévoles lors des actions de soutien aux populations sinistrées ;
- la mise en place de poste de secours sur des manifestations sportives, culturelles, rassemblant du public ;

Aujourd'hui l'association est également connue sous le nom de Protection civile de Reims, qui correspond plus à son affiliation à la Fédération nationale de protection civile.

## Histoire
En 1872,, à la suite du terrible incendie qui ravage le quartier du faubourg Cérès, le maire de Reims Victor Diancourt décide, avec Alfred d'Anglemont de Tassigny (1832-1899), fondateur et commandant du corps des sapeurs-pompiers de Reims, de créer une section auxiliaire des pompiers dont le but sera, en cas d'incendie, de sauvegarder les biens et de secourir les blessés : c'est la compagnie de sauveteurs de Reims qui naît cette année-là, le 7 février 1872.
Cette société créa une  École de natation pour former des sauveteurs.
En 1882, la municipalité et la Compagnie de sauveteurs de Reims, crée les "Bains des Trois Rivières" dans la Vesle.

## Président de l'association
- Narcisse Farre (1er président de l'association)[3] ;
- Albert Magniez ;
- Docteur Antoine Chevrier ;
- Belleau.
- Léon-Auguste Patoux,(1838-1888)[5]

## Médaille
- La Compagnie des sauveteurs de Reims faisait frapper des plaquettes ou médailles dont les bénéfices de la vente étaient destinés aux veuves, orphelins et autres victimes des bombardements de Reims[6].

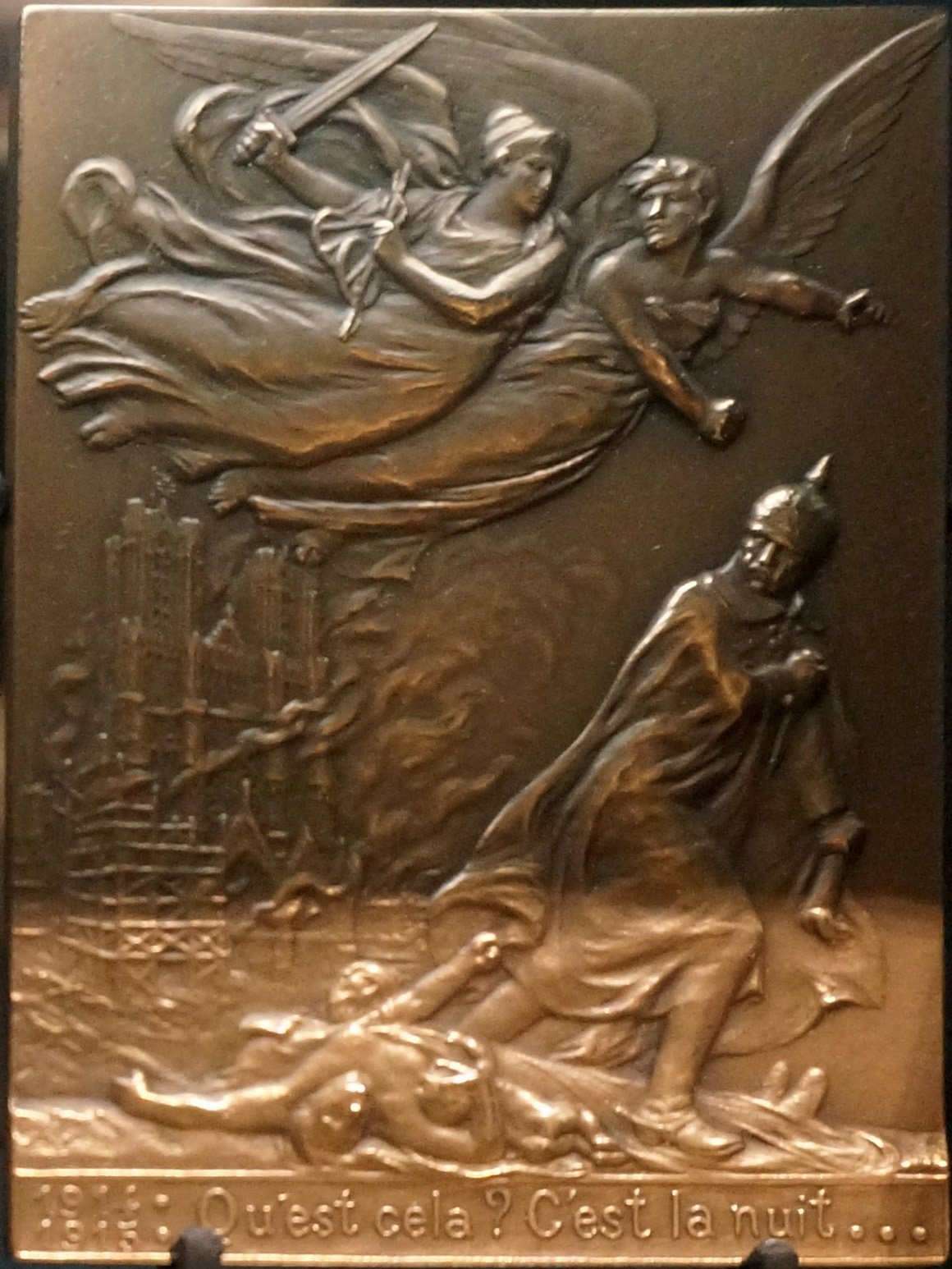
Reims (Monnaie de Paris) - 1915